# Свидник (Словакия)
Свидник (словац. Svidník, русин. Свідник) — город в Восточной Словакии, в северной части Низких Бескид на реке Ондава.

## История
Город возник в 1944 году соединением двух деревень — Нижны Свидник и Вышны Свидник.
В древности территория Свидника лежала на Янтарном пути к Балтийскому морю, которая проходила здесь через Дукельский перевал. Позже здесь, на холме Каштьелик, славяне построили своё городище. Позже, в XIV веке здесь был построен замок, уничтоженный в XVIII веке.

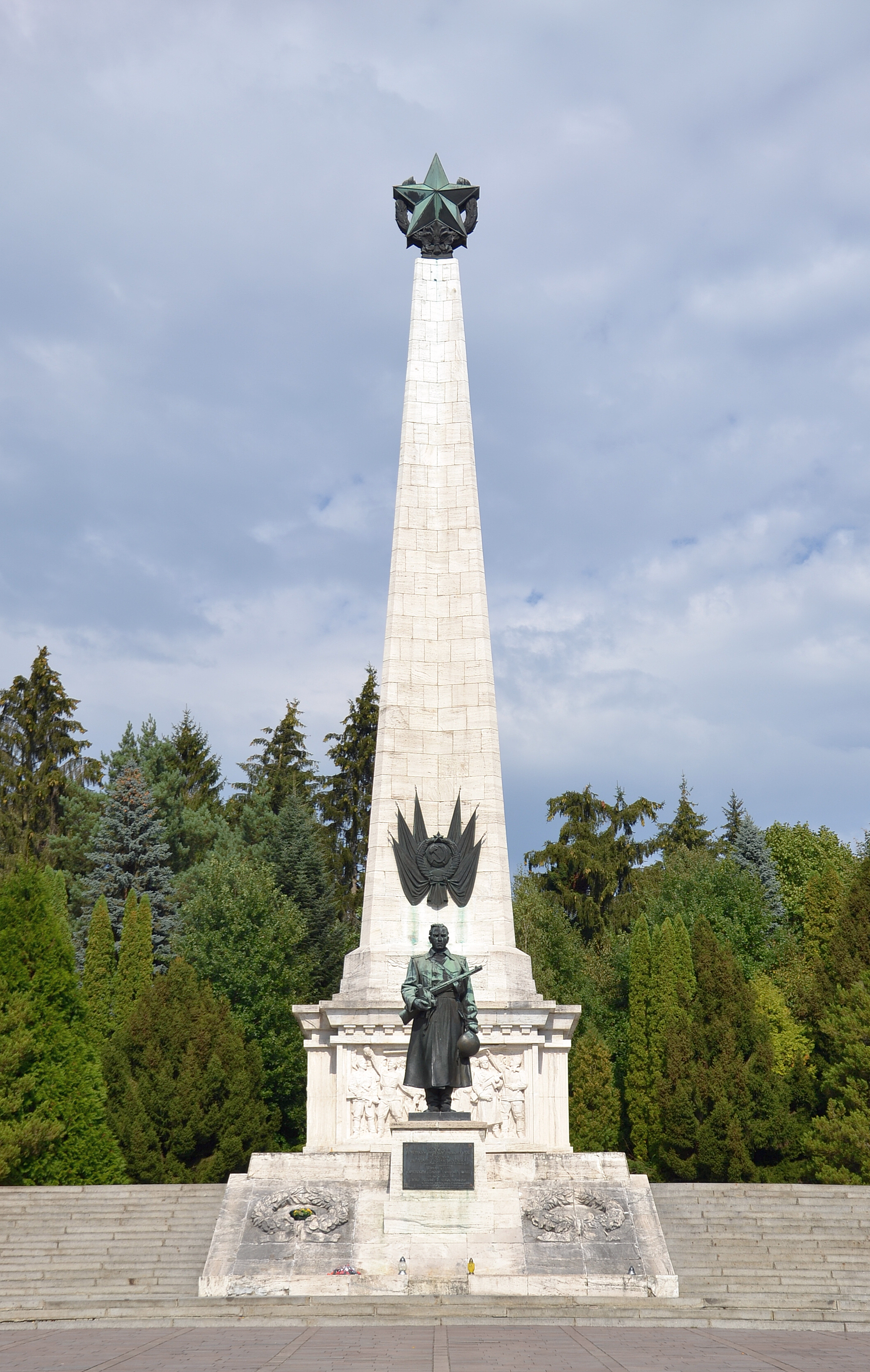
Монумент в честь Советской Армии в Свиднике (установлен в 1954 году)

В XIX веке на край обрушиваются эпидемии и неурожаи. Население массово в поисках лучшей жизни эмигрировало в США и Канаду. Окрестности города были сильно разрушены и во время Первой мировой войны. После Первой мировой войны Свидник принадлежал к самым бедным районам Чехословакии. Волна эмиграции не утихала.
Во время Второй мировой войны Свидник стал местом ожесточённых боёв между Советской и немецкой армиями и опять подвергся сильным разрушениям.
После войны началась индустриализация города, которая привела к улучшению жизни в регионе.
Особенностью Свидника является факт, что это один из двух районов Словакии с преобладанием православного (20 %) и униатского (37 %) населения.

## Население
| Год:                | 1994   | 2004    | 2014    | 2024     |
| ------------------- | ------ | ------- | ------- | -------- |
| Количество человек: | 12 590 | 12 354  | 11 337  | 9647     |
| Разница:            |        | −1,87 % | −8,23 % | −14,90 % |

## Достопримечательности
- Музей украинской культуры
- Ежегодный летний фестиваль Русинов-Украинцев
- Музей под открытым небом
- Галерея Дезидера Милли
- Униатская церковь XVIII века
- Деревянные православные и униатские церкви в окрестностях города
- Музей Карпатско-Дукельской операции

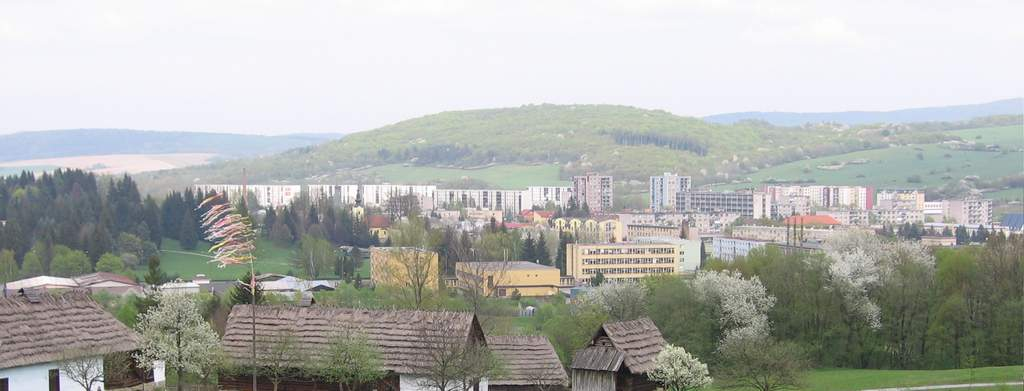
Панорама города
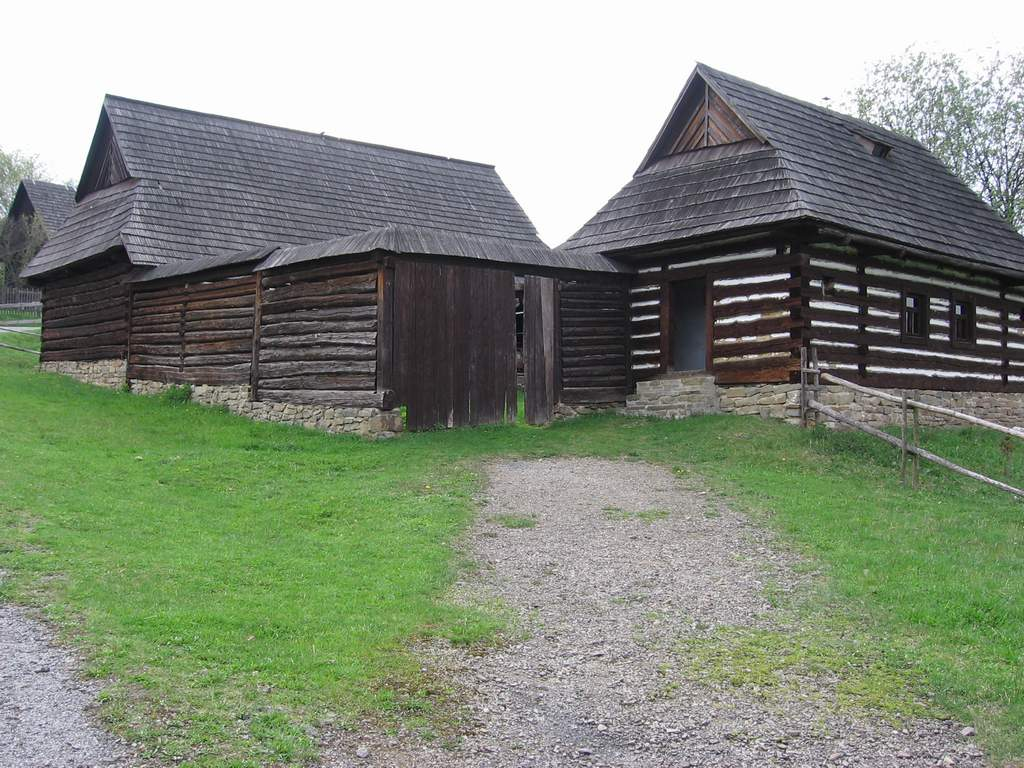
Свидник, скансен.
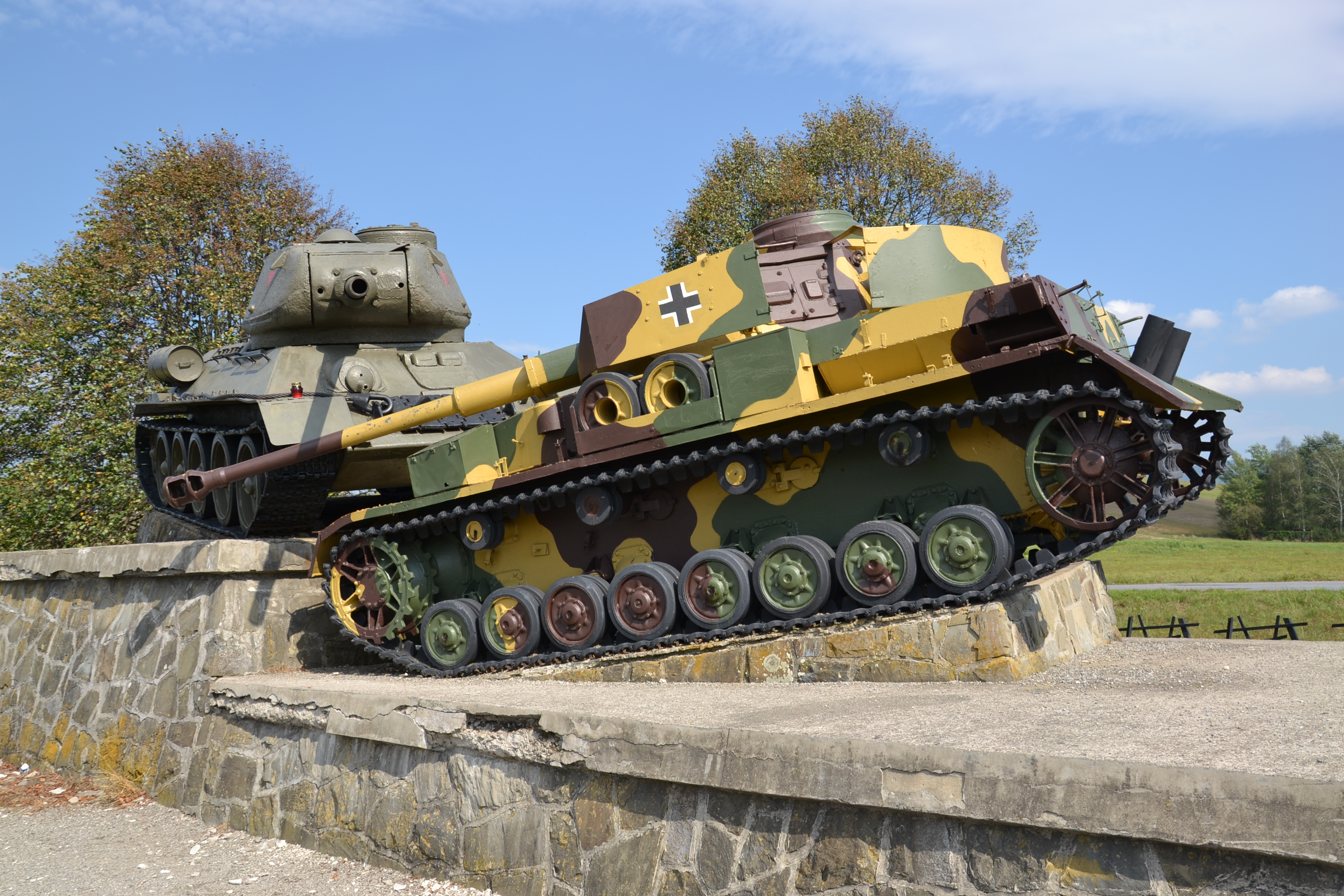
Свидник, музей Дукельской операции.